# Operazione Sledgehammer
Durante la Seconda guerra mondiale, l'operazione Sledgehammer fu un piano strategico programmato dagli Alleati per alleggerire la pressione dell'esercito tedesco, giunto alle porte di Mosca nell'inverno del 1941, sull'Unione Sovietica con la conquista di alcuni porti della Francia (Cherbourg o Brest).
La cattura dei porti era ritenuta necessaria per lo scarico degli ingenti materiali necessari ad un'invasione, in modo da creare una testa di ponte efficiente.
L'operazione venne rinviata per mancanza di materiali (in particolare mezzi da sbarco) e poi abbandonata in favore dell'invasione del Nord Africa (operazione Gymnast, poi denominata Torch).
Il fallimento dello sbarco su Dieppe dimostrò la difficoltà di prendere un porto fortificato, tanto che nel pianificare lo sbarco in Normandia si evitarono del tutto i porti.